# 圣索斯泰内
圣索斯泰内（義大利語：San Sostene），是意大利卡坦扎罗省的一个市镇。总面积31平方公里，人口1338人，人口密度43.2人/平方公里（2009年）。ISTAT代码为079116。